# Last Love (Rihwaの曲)
『Last Love』は、Rihwaのメジャー4枚目のシングル。2013年6月5日にトイズファクトリーよりリリースされた。

## 概要
前作より4ヶ月ぶりとなるシングル。表題曲はフジテレビ系ドラマ『ラスト♡シンデレラ』の挿入歌に使用。

## チャート成績
- 2013年6月5日付のオリコン週間ランキングでは初動約7千枚を売上、週間13位にランクインした[3]。

## ミュージック・ビデオ
2013年5月30日に公開。監督は亀渕裕 / 鈴木智。

## 収録曲
1. Last Love [4:30]
（作詞・作曲：Rihwa）

## テレビ演奏
- 2013年5月24日 - テレビ朝日系「ミュージックステーション」[6]
- 2013年6月6日 - NHK総合「MUSIC JAPAN」[7]
- 2013年6月7日 - 日本テレビ「ミュージックドラゴン」[8]